# Henrik Lund
Henrik Lund (Nanortalik, 29 de septiembre de 1875 - Narsaq, 17 de junio de 1948) fue un pintor, poeta, compositor y sacerdote inuit groenlandés. Compuso la letra del himno de Groenlandia Nunarput utoqqarsuanngoravit (Tú, nuestra vieja tierra en groenlandés).